# تاتارلی (گران‌بوی)
تاتارلی (به لاتین: Tatarlı) یک منطقه مسکونی در جمهوری آذربایجان است که در شهرستان گران‌بوی واقع شده است. تاتارلی ۲۰۴۶ نفر جمعیت دارد.